# Ezelsrug

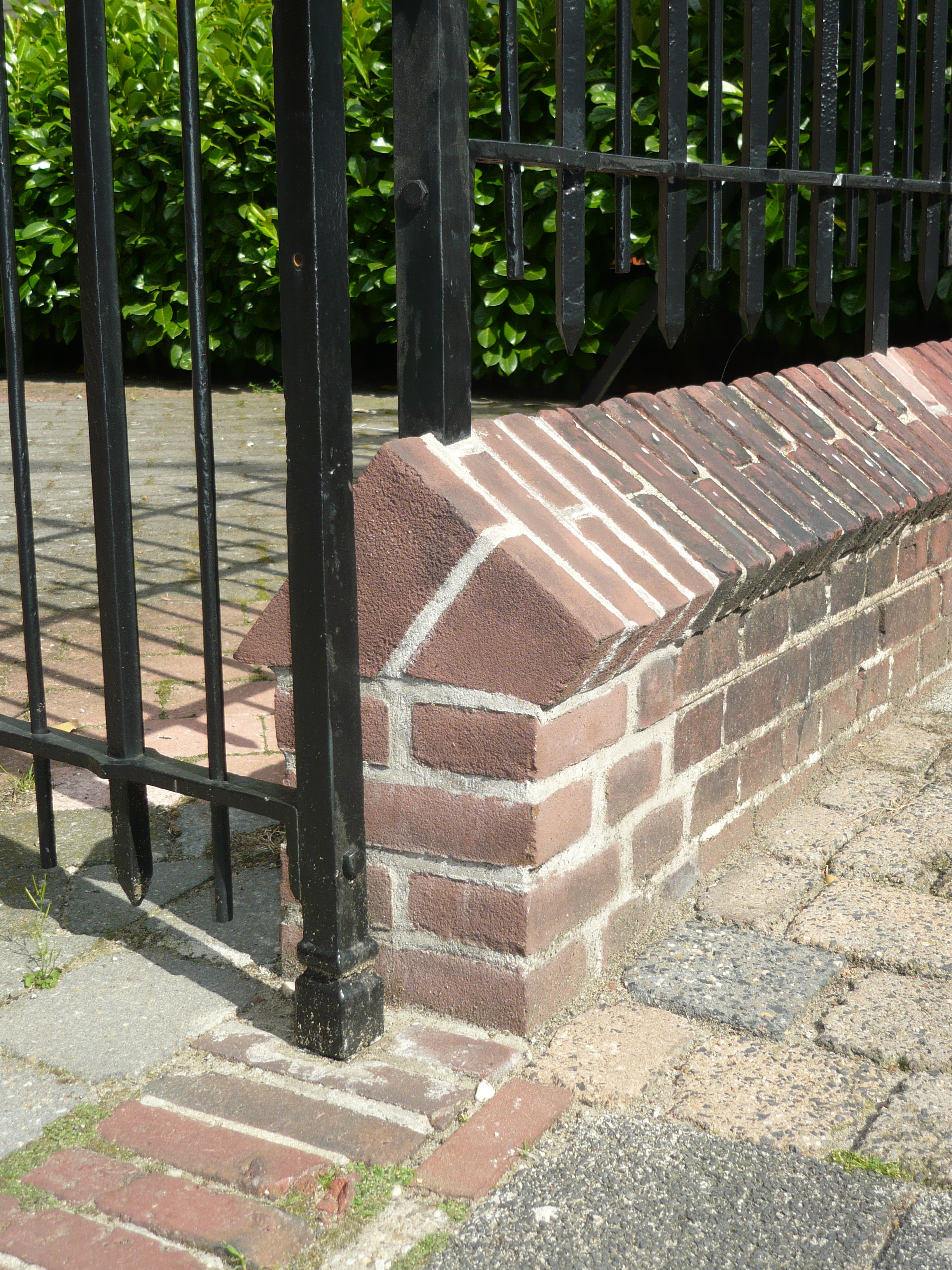
Eenvoudig uitgevoerde ezelsrug als muurafdekking.

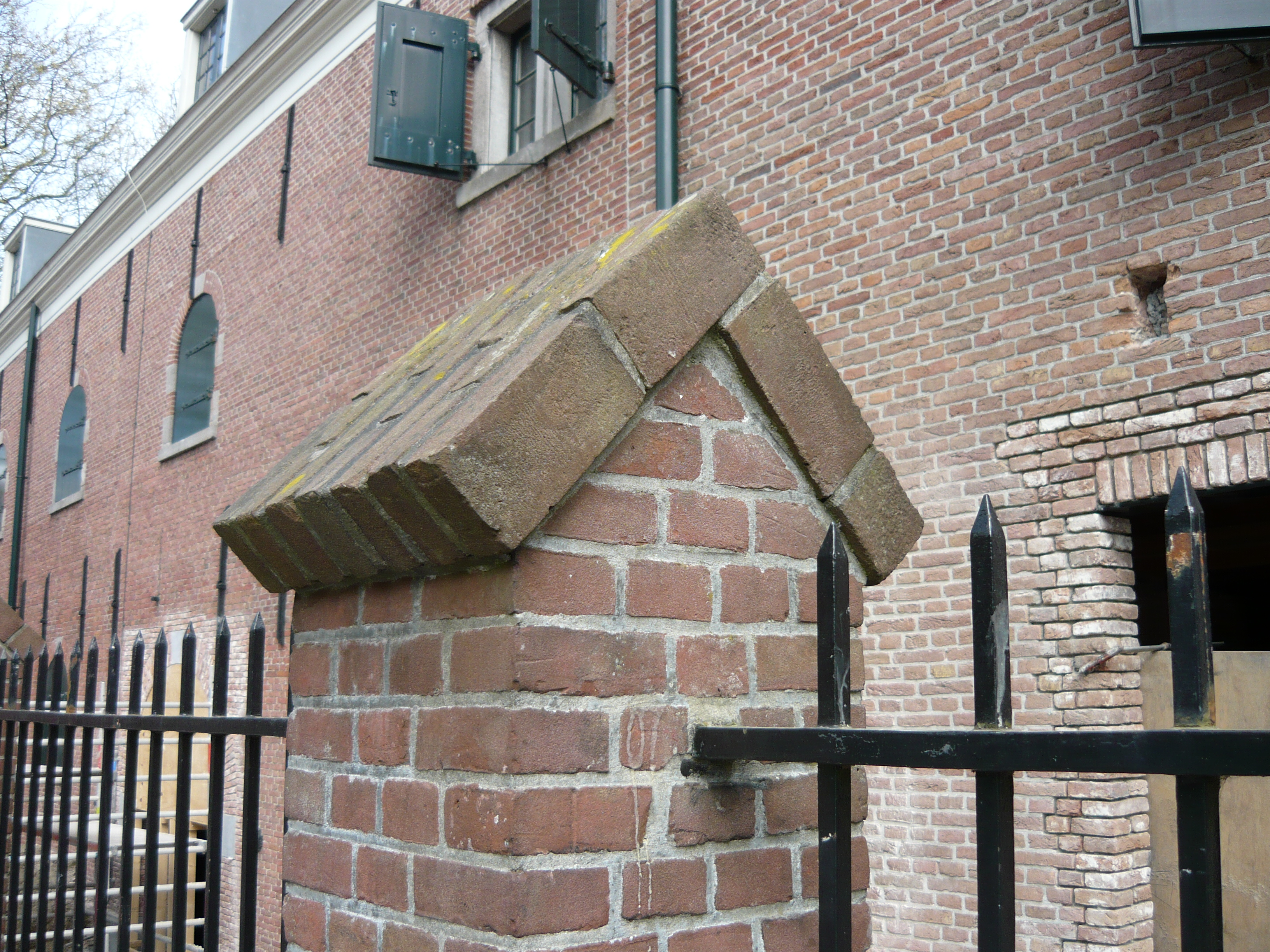
Ezelsrug als muurafdekking.

Een ezelsrug kan in de architectuur duiden op twee verschillende toepassingen.
1. Een gemetselde afwaterende muurafdekking.
2. Een boog bestaande uit twee[1] gelijkvormige boogdelen in een accoladevorm, die bij de ontmoeting een spits vormen. Een ezelsrugboog wordt gezien als een laatgotische raamtracering.

## Muurafdekking
Ezelsruggen die fungeren als muurafdekking kunnen verschillende vormen hebben. Alle ezelsruggen hebben een schuine bovenkant ter afwatering van de regen. Sommige typen ezelsruggen steken aan de zijkanten voor de onderliggende muur uit en zijn voorzien van een druipkant. Een ezelsrug kan ook over het beertje zijn gemetseld. Deze vorm heeft een schuinbehakte bakstenen kern (het beertje) met daarover een halflaags metselwerk; een druipkant ontbreekt. Tevens kan een ezelsrug aan de buitenzijde zijn opgebouwd met verschillende profielstenen waarbij er een druipkant aanwezig is.